# 阪神競馬場

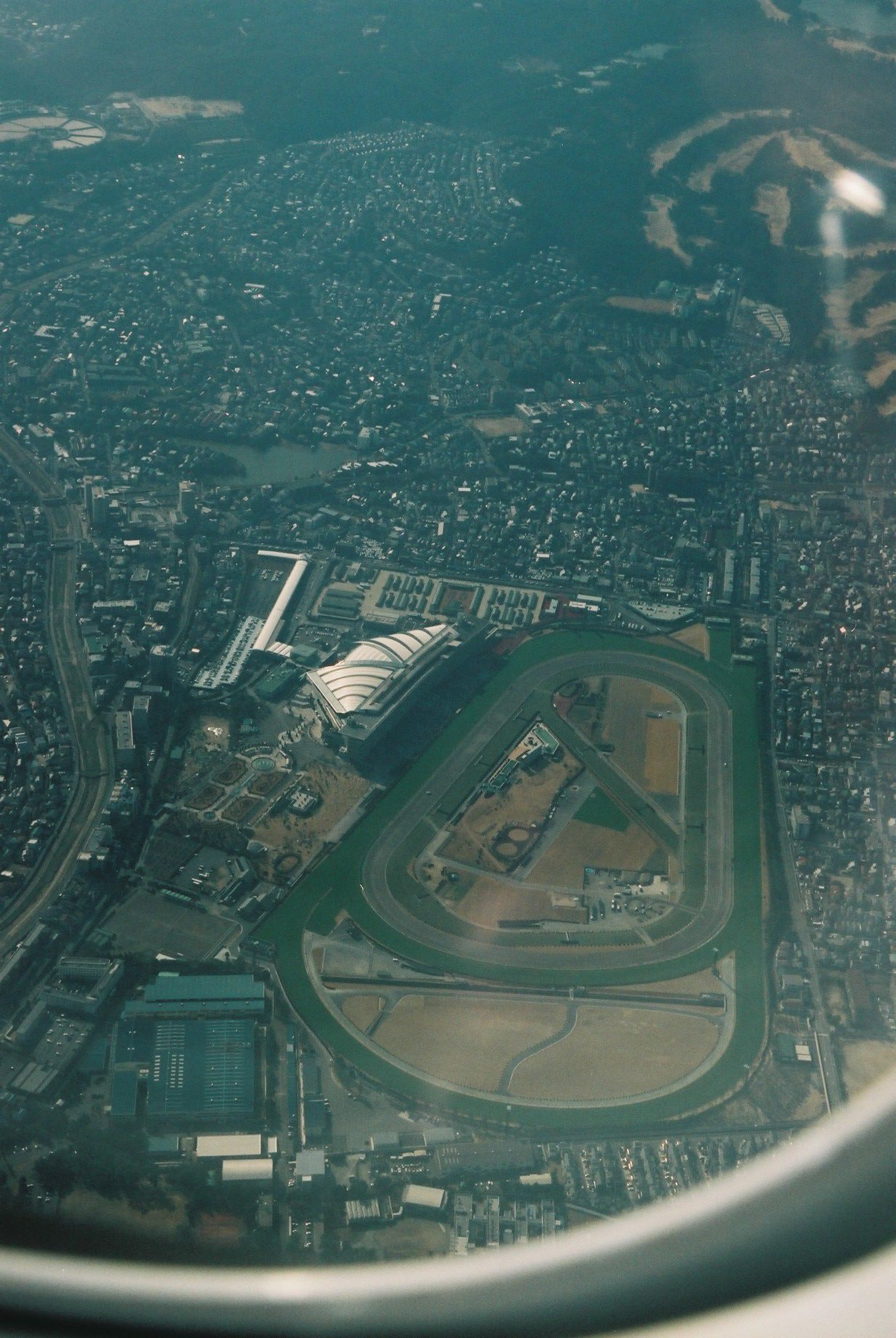
從空中俯瞰的阪神競馬場

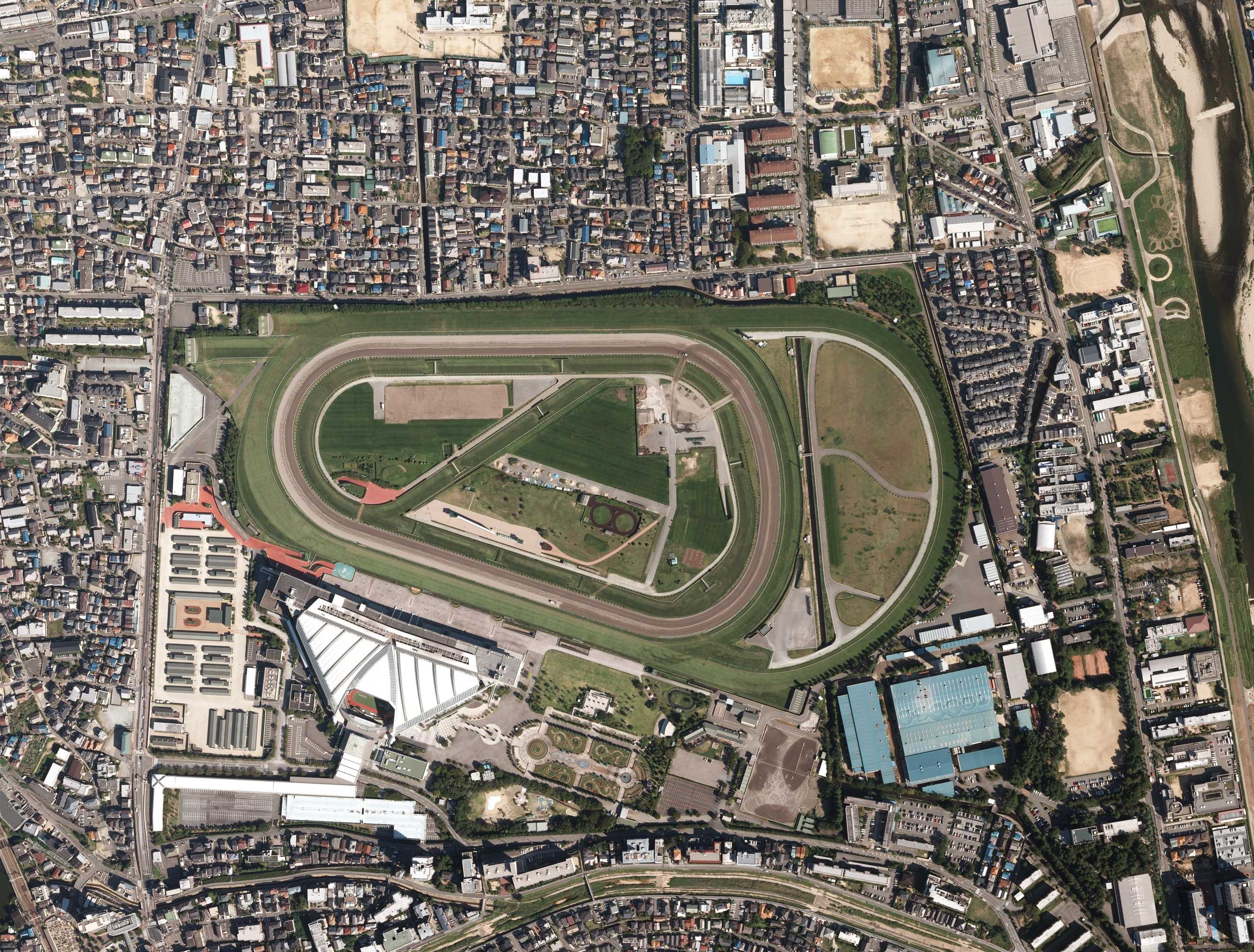
阪神競馬場（兵庫縣寶塚市）附近的鳥瞰圖。 （2012 年 9 月）

阪神競馬場是位於日本兵庫縣寶塚市（部份地區位於西宮市內）的賽馬場。1949年建成，1955年起交由日本中央競馬會管理。

## 歷史
此馬場的前身是鳴尾競馬場，於1907年設立，1910年因日本政府禁止賽馬賭博而中止了運作，1916年改建成運動場。1923年日本實行競馬法，再一次舉行賽馬比賽，1937年日本賽馬組織大合併，由日本中央競馬會取代阪神競馬俱樂部，將鳴尾競馬場改名為阪神競馬場。1943年被軍方接收，成為飛機場。第二次世界大戰後，曾成為高爾夫球場。1949年在仁川軍用工場遺址建設馬場，成為了新的阪神競馬場。
1950年首次將雌馬三冠大賽第一關櫻花賞設在阪神競馬場舉行。1955年起，馬場交由日本中央競馬會管理。1960年，首次舉行後來成為一級賽的寶塚紀念。
1995年發生阪神大地震，馬匹亮相圈受到嚴重破壞，而絲毫無損的馬房則成為了災民的避難所；此期間，阪神競馬場的賽事曾移師京都競馬場及中京競馬場舉行。相隔大半年，終於在12月2日再次舉辦賽事。
2005年開始跑道內彎及外彎的改建工程，2006年6月至9月將賽事交由其他馬場代辦。2006年12月工程完成，新設多項賽事距離。
日本重要的國際邀請賽事、每年12月初角逐的日本盃泥地大賽（現稱冠軍盃）曾於2008至2013年在阪神競馬場舉辦。

## 跑道
阪神競馬場是右轉賽道，擁有日本右轉賽道最長直路。設有草地、泥地及跳欄賽跑道。草地賽道有內彎及外彎之分，草地亦分為A號道及B跑道。最後直路全長474米（外彎）。A跑道內彎長度為1689米，外彎長度為2089米，闊24-28米、B跑道內彎長度為1713米，外彎長度為2113米，闊20-25米。泥地跑道全長1518米、闊22-25米。

### 賽事距離
草地賽的路程分別有1200米（內）、1400米（內）、1600米（外）、1800米（外）、2000米（內）、2200米（內）、2400米（外）、2600米（外）、3000米（內）及3200米（先內後外）。
泥地賽的路程分別有1200米、1400米、1800米、2000米及2600米。
跳欄賽的路程為草地3000米、3140米、3800米及3900米。而草地至泥地的距離為2970米、3100米。

### 賽道紀錄

#### 草地（2歲）
| 距離   | 時間   | 馬匹          | 性齡 | 負重 | 騎師     | 練馬師     | 紀錄創造日 | 賽事級別 | 賽事名稱       |
| ------ | ------ | ------------- | ---- | ---- | -------- | ---------- | ---------- | -------- | -------------- |
| 1200米 | 1:08.2 | Mild Claymore | 雄2  | 55   | 岩田望來 | 中村直也   | 12/4/2022  |          | 山茶花賞       |
| 1400米 | 1:20.1 | 齊叫好        | 雌2  | 54   | 武豐     | 武英智     | 7/11/2020  | GIII     | 夢幻錦標       |
| 1600米 | 1:32.3 | 攻必勝        | 雄2  | 55   | 川田將雅 | 中內田充正 | 20/12/2020 | GI       | 朝日盃未來錦標 |
| 1800米 | 1:45.6 | Obsession     | 雄2  | 55   | 李慕華   | 藤澤和雄   | 2/12/2017  |          | 仙客來賞       |
| 2000米 | 1:59.7 | 里見日主      | 雄2  | 55   | 岩田望來 | 友道康夫   | 11/12/2021 |          | 歐石楠賞       |

#### 草地（3歲或以上）
| 距離   | 時間   | 馬匹     | 性齡 | 負重 | 騎師     | 練馬師   | 紀錄創造日 | 賽事級別 | 賽事名稱   |
| ------ | ------ | -------- | ---- | ---- | -------- | -------- | ---------- | -------- | ---------- |
| 1200米 | 1:06.7 | 倫敦塔   | 雄4  | 57   | 李慕華   | 藤澤和雄 | 9/8/2019   | GII      | 人馬錦標   |
| 1400米 | 1:19.2 | 拉丁城市 | 雌4  | 54   | 北村友一 | 松下武士 | 28/2/2021  | GIII     | 阪急盃     |
| 1600米 | 1:31.1 | 純淨之輝 | 雌3  | 55   | 吉田隼人 | 須貝尚介 | 11/4/2021  | GI       | 櫻花賞     |
| 1800米 | 1:43.0 | 假面歌姬 | 雌3  | 54   | 岩田望來 | 辻野泰之 | 17/9/2023  | GII      | 玫瑰錦標   |
| 2000米 | 1:56.2 | 寶徠歌劇 | 雄5  | 58   | 橫山和生 | 上村洋行 | 6/4/2025   | GI       | 大阪盃     |
| 2200米 | 2:09.7 | 領銜     | 雄4  | 58   | 橫山和生 | 栗田徹   | 26/6/2022  | GI       | 寶塚紀念   |
| 2400米 | 2:24.1 | Shiho    | 雄6  | 55   | 濱中俊   | 笹田和秀 | 4/6/2017   |          | 綠色錦標   |
| 2600米 | 2:35.1 | 妙小姐   | 雌6  | 53   | 福永祐一 | 寺島良   | 11/4/2021  | OP       | 大阪漢堡盃 |
| 3000米 | 3:02.4 | 一勝再勝 | 雄3  | 57   | 田邊裕信 | 田村康仁 | 23/10/2022 | GI       | 菊花賞     |
| 3200米 | 3:14.7 | 世界首映 | 雄5  | 58   | 福永祐一 | 友道康夫 | 2/5/2021   | GI       | 春季天皇賞 |

#### 泥地（2歲）
| 距離   | 時間   | 馬匹           | 性齡 | 負重 | 騎師     | 練馬師   | 紀錄創造日 | 賽事級別 | 賽事名稱  |
| ------ | ------ | -------------- | ---- | ---- | -------- | -------- | ---------- | -------- | --------- |
| 1200米 | 1:11.0 | Meine la Lonja | 雌2  | 51   | 船曳文士 | 野元昭   | 22/12/2007 |          | 2歲未勝利 |
| 1400米 | 1:23.0 | 氣沖沖         | 雄2  | 55   | 武豐     | 須貝尚介 | 24/12/2016 |          | 2歲未勝利 |
| 1800米 | 1:50.9 | Tagano Galaxy  | 雄2  | 55   | 小牧太   | 莊野靖志 | 22/12/2021 |          | 2歲未勝利 |

#### 泥地（3歲或以上）
| 距離   | 時間   | 馬匹          | 性齡 | 負重 | 騎師     | 練馬師   | 紀錄創造日 | 賽事級別 | 賽事名稱   |
| ------ | ------ | ------------- | ---- | ---- | -------- | -------- | ---------- | -------- | ---------- |
| 1200米 | 1:08.8 | Sweet Jewelry | 雌5  | 55   | 川田將雅 | 安田隆行 | 8/9/2013   |          | 夙川特別   |
| 1400米 | 1:21.5 | In Orario     | 雄7  | 56   | 濱中俊   | 吉村圭司 | 31/3/2012  | OP       | 珊瑚錦標   |
| 1800米 | 1:48.5 | Saqalat       | 雄4  | 54   | 武豐     | 石坂正   | 10/7/2004  | OP       | 灘錦標     |
| 2000米 | 2:01.0 | Wonder Speed  | 雄5  | 58   | 小牧太   | 羽月友彥 | 23/12/2007 | OP       | 參宿四錦標 |

#### 跳欄賽
| 距離     | 時間   | 馬匹         | 性齡 | 負重 | 騎師     | 練馬師     | 紀錄創造日 | 賽事級別 | 賽事名稱           |
| -------- | ------ | ------------ | ---- | ---- | -------- | ---------- | ---------- | -------- | ------------------ |
| 草3140米 | 3:24.8 | Osumi Moon   | 雄4  | 60   | 高田潤   | 小野幸治   | 14/9/2013  | J・GIII  | 阪神跳欄錦標       |
| 草3800米 | 4:18.1 | Five Pointer | 雄4  | 59   | 岡冨俊一 | 齊藤義美   | 14/3/1999  | J・GII   | 阪神春季跳欄賽     |
| 草3900米 | 4:19.1 | 長山之馬     | 雄9  | 62   | 石神深一 | 和田正一郎 | 14/3/2020  | J・GII   | 阪神春季跳欄賽     |
| 泥2970米 | 3:15.7 | Parthia City | 雄4  | 60   | 南井大志 | 田所秀孝   | 22/9/2007  |          | 障礙三歲以上未勝利 |
| 泥3110米 | 3:25.0 | Battle Brave | 雄6  | 61   | 菊地昇吾 | 本田優     | 5/7/2008   | OP       | 障礙三歲以上公開賽 |

## 交通
由阪急今津線仁川站使用專用通道步行5分鐘即可到達。

## 入場費
公眾席的入場費為200日圓。

## 主要賽事
以下為阪神競馬賽所舉行的級際賽事及其他重要賽事：

### 國際一級賽（GI）
- 大阪盃（大阪杯）草地2000米、4歲或以上。
- 櫻花賞（桜花賞，副稱日本一千堅尼大賽）草地1600米、3歲雌馬。
- 寶塚紀念（宝塚記念）草地2200米、3歲或以上。
- 阪神兩歲牝馬錦標（阪神ジュベナイルフィリーズ）草地1600米、2歲雌馬。
- 朝日盃未來錦標（朝日杯フューチュリティステークス）草地1600米、2歲雄馬或雌馬。

### 國際二級賽（GII）
- 鬱金香賞（チューリップ賞，櫻花賞預賽）草地1600米、3歲雌馬。
- 雌馬賽（フィリーズレビュー，櫻花賞預賽）草地1400米、3歲雌馬。
- 阪神大賞典（阪神大賞典）草地3000米、4歲或以上。
- 阪神牝馬錦標（阪神牝馬ステークス）草地1600米、4歲或以上雌馬。
- 人馬錦標（セントウルステークス）草地1200米、3歲或以上。
- 玫瑰錦標（ローズステークス，秋華賞預賽）草地1800米、3歲雌馬。
- 神戶新聞盃（神戸新聞杯，菊花賞預賽）草地2400米、3歲雄馬或雌馬。
- 阪神盃（阪神カップ）草地1400米、3歲或以上。

### 國際三級賽（GIII）
- 阪急盃（阪急杯）草地1400米、4歲或以上。
- 每日盃（毎日杯）草地1800米、3歲。
- 邱吉爾園盃（チャーチルダウンズカップ，NHK一哩賽預賽）草地1600米、3歲。
- 白鷺錦標（しらさぎステークス）草地1600米、3歲或以上。
- 天蠍錦標（アンタレスステークス）泥地1800米、4歲或以上。
- 鳴尾紀念（鳴尾記念）草地1800米、3歲或以上。
- 人魚錦標（マーメイドステークス）草地2000米、3歲雌馬。
- 天狼星錦標（シリウスステークス）泥地2000米、3歲或以上。
- 挑戰盃（チャレンジカップ）草地2000米、3歲或以上。

### 跳欄賽
- 阪神春季跳欄賽（阪神スプリングジャンプ）跳欄二級賽、草地3900米、4歲或以上。
- 阪神跳欄錦標（阪神ジャンプステークス）跳欄三級賽、草地3140米、3歲或以上。

## 其他

### 藤岡康太墓碑
2024年4月6日，騎師藤岡康太在阪神競馬場的第7場泥地1800米賽事，策騎「Sweet Scar」轉彎時墮馬受傷，導致頭部及胸部受傷，於4月10日英年早逝，年僅35歲，2025年樹立墓碑。

## 外部連結
- 维基共享资源上的相關多媒體資源：阪神競馬場
- 日本中央競馬會 （页面存档备份，存于）

34°46′48.80″N 135°21′45.00″E / 34.7802222°N 135.3625000°E